# Kär i Paris
Kär i Paris (originaltitel: Funny Face) är en amerikansk romantisk musikalfilm från 1957 i regi av Stanley Donen, med Audrey Hepburn och Fred Astaire i huvudrollerna. Fred Astaire var 30 år äldre än Audrey Hepburn och detta blev en av hans sista "stora" filmer.
Filmen driver med den så kallade beatnikrörelsen där "intellektuella" i pipskägg och basker spelar bongotrummor. Empatikalismen och professor Emile Flostre i filmen påminner om existentialismen och dess förgrundsfigur Jean-Paul Sartre.

## Handling
Maggie Prescott (Kay Thompson) är chefredaktör för den glansiga modetidningen Quality Magazine i New York. Hon har nu bestämt att årets modefärg är rosa: Banish the black, burn the blue and bury the beige! Alla hennes ja-sägande assistenter tycker att det är en jättebra idé. Det blir snabbt en framgång när landets kvinnor klär sig i rosa och uppmuntrad av framgången kastar hon sig in i nästa projekt: mode för kvinnan som inte bryr sig om mode.
Modefotografen Dick Avery (Fred Astaire) har svårt att få till några snygga fotografier där modellen ska se ut att vara intellektuell (det vill säga se svårmodig ut och titta bort i fjärran). Tillsammans med Prescott och Prescotts alla assistenter åker de iväg till en dyster bokhandel i Greenwich Village där Avery börjar fotografera. Expediten, den lilla grå musen Jo Stockton (Audrey Hepburn), protesterar mot detta intrång men blir utkastad.
Efteråt stannar Avery kvar och hjälper henne att städa. Hon förklarar att hon är kallsinnig över modeindustrin och att för henne är inte Paris modets huvudstad utan den stad där den kände filosofen Emile Flostre (Michel Auclair) föreläser om empatikalismen, en filosofi grundad på empati. När Avery känner medkänsla med henne och ger henne en kyss blir han utkastad.
Prescott vill nu välja en modell som ska representera tidningen och till vilken den kände klädskaparen Paul Duvall (Robert Flemyng) i Paris ska sy upp en hel kollektion. Avery föreslår då Jo Stockton att bli denna modell och Prescott lurar henne att komma upp till tidningens redaktion. Hon är inte alls intresserad av att bli uppklädd och sminkad och lyckas rymma och gömmer sig i ett mörkrum. Där finns redan Avery som förklarar för henne att hon har ett fantastiskt utseende. Då går hon med på att bli modell men bara för att hon då får resa till Paris.
När de är framme i Paris försvinner hon snabbt. Paul Duvall är rasande men Avery förstår var hon är och finner henne på en krog i Montmartre där hon berättar för alla hon träffar om empatikalismen. Visserligen kan hon inte franska och de andra inte engelska men några flaskor rödvin och lite medkänsla räcker långt.
Paul Duvall går med på att rita en kollektion och Avery har en vecka på sig att fotografera Jo Stockton i dessa kläder på olika kända platser i Paris. På den sista dagen tar han kort på henne klädd i brudklänning vid en liten kyrka och där berättar hon att hon älskar honom.
På kvällen när det är förhandsvisning av kollektionen för världspressen är hon försvunnen. Avery hittar henne på samma krog i Montmartre där professor Flostre håller föreläsning och Avery skäller ut henne för att hon är ansvarslös och försvinner. De kommer tillbaka till hotellet i tid för visningen men den slutar ändå i katastrof.
Dagen efter är hon försvunnen igen men Avery och Prescott tror att hon har gått på ett möte för empatikalister. De två klär ut sig till intellektuella (en hipp attityd samt pipskägg och pipa). Professor Flostre och Jo Stockton är djupt inbegripna i samtal när Avery och Prescott avbryter dem. Avery talar om för professorn vilken bluff han är men då blir han och Prescott utkastade. När professorn och Stockton åter är ensamma visar det sig dock att han är mer intresserad av henne som kvinna än hennes åsikter. När han försöker kyssa henne slår hon en kruka i skallen på honom och försvinner därifrån.
På hotellet ska den officiella visningen börja när Jo Stockton kommer dit. Paul Duvall har väntat oroligt och hon ställer upp på att visa kläderna trots att hon helst vill ha tag i Dick Avery – hon har förstått att han hade rätt hela tiden men han har åkt ut till flygplatsen. På flygplatsen träffar Avery professor Flostre med huvudet inlindat i bandage när denne ska flyga till Indien. När han får veta vad som hänt, åker han tillbaka till hotellet.
Efter visningen har Jo försvunnit spårlöst. Avery tror sig dock ana vart och hittar henne vid den lilla kyrkan, klädd i bröllopsklänning. Hon kastar sig i hans famn och de kysser varandra.

## Rollista (urval)
| Audrey Hepburn  | – Jo Stockton                   |
| Fred Astaire    | – Dick Avery, fotograf          |
| Kay Thompson    | – Maggie Prescott, chefredaktör |
| Michel Auclair  | – professor Emile Flostre       |
| Robert Flemyng  | – Paul Duval                    |
| Dovima          | – Marion                        |
| Jean Del Val    | – frisör                        |
| Virginia Gibson | – Babs                          |
| Sue England     | – Laura                         |
| Ruta Lee        | – Lettie                        |

## Musik
- "Funny Face", text av Ira Gershwin, musik av George Gershwin. Sjungs av Fred Astaire under förtexterna
- "Think Pink", text av Leonard Gershe, musik av Roger Edens. Sjungs av Kay Thompson på tidningsredaktionen
- "How Long Has This Been Going On?", text av Ira Gershwin, musik av George Gershwin. Sjungs av Audrey Hepburn i bokhandeln
- "Bonjour Paris", text och musik av Roger Edens och Leonard Gershe. Sjungs av Fred Astaire, Kay Thompson och Audrey Hepburn vid ankomsten till Paris
- "Let's Kiss And Make Up", text av Ira Gershwin, musik av George Gershwin. Sjungs av Fred Astaire
- "He Loves And She Loves", text av Ira Gershwin, musik av George Gershwin
- "On How to Be Lovely", text och musik av Roger Edens. Sjungs av Kay Thompson och Audrey Hepburn inför modevisningen
- "Clap Yo' Hands", text av Ira Gershwin, musik av George Gershwin. Sjungs av Fred Astaire och Kay Thompson på mötet för "intellektuella"
- "'S Wonderful", text av Ira Gershwin, musik av George Gershwin
- "Marche funèbre", text och musik av Roger Edens